# Menkea lutea
Menkea lutea är en korsblommig växtart som beskrevs av Elizabeth Anne Shaw. Menkea lutea ingår i släktet Menkea och familjen korsblommiga växter. Inga underarter finns listade i Catalogue of Life.